# Rougeou
Rougeou település Franciaországban, Loir-et-Cher megyében. Lakosainak száma 151 fő (2022. január 1.). Rougeou Billy, Chémery, Gy-en-Sologne, Mur-de-Sologne és Soings-en-Sologne községekkel határos.

## Népesség
A település népessége az elmúlt években az alábbi módon változott:
| Lakosok száma | 116  | 107  | 109  | 119  | 132  | 150  | 159  | 152  | 148  | 151  |
|               | 1968 | 1982 | 1990 | 2006 | 2013 | 2015 | 2017 | 2019 | 2020 | 2022 |